# Karel Beneš (voják)
Karel Josef Beneš (21. července 1912, Německý Brod – 1. října 1938, poblíž Předních Rennerovek) byl český voják zastřelený henleinovci během mobilizace v Krkonoších.

## Životopis
Karel Beneš se narodil 21. července 1912 v Německém Brodě (dnes Havlíčkův Brod) v domě čp. 21. Byl nemanželským synem Albíny Benešové, tovární dělnice z Polné. Jeho dědem z matčiny strany byl Matěj Beneš, erární cestář. Otec v matrice není uveden. Pokřtěn byl 28. července téhož roku děkanem Františkem Stejskalem. O jeho mládí nejsou téměř žádné zprávy. V letech 1934 až 1936 vykonal prezenční služby u 6. roty (později náhradní roty) Pěšího pluku 21 „Maršála Foche“ v Čáslavi, kde byl v říjnu 1936 přeložen do I. zálohy v hodnosti vojína. 24. září 1938 byl v důsledku mobilizace poslán na Trutnovsko, kam dorazil o tři dny později. Byl zařazen pod 1. četu praporu 21. pěšího pluku.
Dne 1. října 1938 pochodovala část čety pod vedením podporučíka R. Vochoče na stanoviště umístěné na Lahrových Boudách. Poblíž osady Přední Rennerovky však byla napadena palbou z budovy školy obsazené německými vzbouřenci. Vojáci palbu opětovali a odpor zlikvidovali, avšak Karel Beneš byl jako jediný smrtelně raněn. Byl pohřben 4. října 1938 na jilemnickém hřbitově.